# Mamadou Namory Traoré
Pour les articles homonymes, voir Mamadou Traoré (homonymie) et Traoré.
Mamadou Namory Traoré est un homme politique malien, haut fonctionnaire, avant d'être nommé ministre

## Biographie
Après un baccalauréat en série Sciences exactes en juin 1968, il poursuivra ses études à l'Université Paris IX-Dauphine, en France, où il reçoit un doctorat de 3e cycle en Gestion et économie appliquée. Ancien fonctionnaire de l'État, ancien conseiller temporaire auprès de l’OMS pour le Programme de lutte contre l’onchocercose, coauteur d’un ouvrage intitulé « Le Mali, le Paysan et l’État » paru aux éditions l’Harmattan en 1982, il travaillera ensuite pendant plusieurs années comme conseiller d'ambassade et comme consultant indépendant.
Durant sa carrière administrative, il gravira nombre d'échelons devenant tour à tour :
- Directeur de cabinet du Premier ministre (février 1987 - juin 1988);
- Directeur de cabinet au ministère de la Santé publique et des Affaires sociales (juin 1988 - juin 1989);
- Directeur de la planification et de la formation sanitaire et sociale au ministère de la Santé publique et des Affaires sociales;
- Directeur de la coopération internationale (1989/1994) au ministère des Affaires étrangères et de la Coopération internationale.
- Conseiller de l’ambassadeur des Pays-Bas au Mali pour le suivi des programmes et projets dans les secteurs de la santé, de l’éducation et du développement rural.

Sa carrière politique a connu les étapes suivantes :
- Ministre de la fonction publique, de la gouvernance et des réformes administratives et politiques dans le gouvernement de Cheick Modibo Diarra(avril 2012- juin 2013)
- Ministre de l'économie et de l'action humanitaire dans le gouvernement de Diango Cissoko (juin-septembre 2013)
- Conseiller spécial du Premier Ministre, chargé des dossiers relatifs à la mobilisation des ressources (septembre 2013-septembre 2014)

## Sources
- Biographie de Mamadou Namory Traoré sur primature.gov.ml